# Géorgie au Concours Eurovision de la chanson 2022
La Géorgie est l'un des quarante pays participants du Concours Eurovision de la chanson 2022, qui se déroule à Turin en Italie. Le pays est représenté par le groupe Circus Mircus et leur Lock Me In, sélectionnés en interne par le diffuseur géorgien GPB. Le pays se classe 18e et dernier en demi-finale, avec 22 points, ne parvenant pas à se qualifier pour la finale.

## Sélection
La diffuseur géorgien confirme sa participation à l'Eurovision 2022 20 septembre 2021. Le 14 novembre 2021, le diffuseur annonce avoir sélectionné Circus Mircus comme représentants. Leur chanson, intitulée Lock Me In, est publiée le 9 mars 2022

## À l'Eurovision
La Géorgie participera à la deuxième demi-finale, le 12 mai 2022. Y recevant 22 points, le pays se classe 18e et dernier de sa demi-finale.